# ویلیام استاینکمپ
ویلیام استاینکمپ (انگلیسی: William Steinkamp؛ زادهٔ ۹ ژوئن ۱۹۵۳) یک تدوین‌گر اهل ایالات متحده آمریکا است. وی از سال ۱۹۷۷ میلادی تاکنون مشغول فعالیت بوده‌است.
او دو مرتبه در سال‌های ۱۹۸۲ و ۱۹۸۵ میلادی، بابتِ تدوینِ فیلم‌های توتسی و خارج از آفریقا، نامزدِ دریافتِ جایزه اسکار بهترین تدوین بوده است.

## گزیدهٔ آثار
- حقیقت نهان (۲۰۱۲)
- آگوست راش (۲۰۰۷)
- مترجم (۲۰۰۵)
- هیئت منصفه فراری (۲۰۰۳)
- هیچی نگو (۲۰۰۱)
- دختران را ببوس (۱۹۹۷)
- زمانی برای کشتن (۱۹۹۶)
- شرکت (۱۹۹۳)
- بوی خوش زن (۱۹۹۲)
- هاوانا (۱۹۹۰)
- بیکرهای شگفت‌انگیز (۱۹۸۹)
- خارج از آفریقا (۱۹۸۵)
- شب‌های روشن (۱۹۸۵)
- توتسی (۱۹۸۲)